# 오라시오 살간

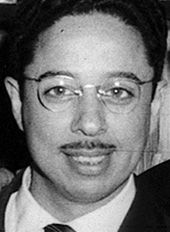

오라시오 살간(Horacio Adolfo Salgán, 1916년 6월 15일 ~ 2016년 8월 19일)은 아르헨티나의 탱고 음악가이다. 지휘자·피아노 주자·작곡가이다.  부에노스아이레스에서 태어나 어릴 때부터 피아노와 오르간을 배웠다. 1937년에 피아니스트로서 피르포의 악단에 참가하였다. 1944년에 자기 악단을 조직, 활약하기 시작하였다. 작품으로는 <아구스틴 바르디>, <그리지트>, <아 페고 렌토> 등의 뛰어난 작품이 있다.

## 비디오 녹화물
- "A Fuego Lento" - 유튜브 Played by en:Pasquale Stafano and en:Gianni Iorio
- "A Don Augustin Bardi" - 유튜브 Played by Horacio Salgán and Ubaldo de Lío